# Mandrem
Mandrem är en ort i Indien.   Den ligger i distriktet North Goa och delstaten Goa, i den sydvästra delen av landet, 1 500 km söder om huvudstaden New Delhi. Mandrem ligger 12 meter över havet och antalet invånare är 16 082.
Terrängen runt Mandrem är platt. Havet är nära Mandrem åt sydväst. Runt Mandrem är det tätbefolkat, med 383 invånare per kvadratkilometer. Närmaste större samhälle är Māpuca, 11,5 km sydost om Mandrem. Omgivningarna runt Mandrem är en mosaik av jordbruksmark och naturlig växtlighet.